# Jastrowie (gmina)
Jastrowie est une gmina mixte du powiat de Złotów, Grande-Pologne, dans le centre-ouest de la Pologne. Son siège est la ville de Jastrowie, qui se situe environ 17 km au nord-ouest de Złotów et 114 km au nord de la capitale régionale Poznań.
La gmina couvre une superficie de 353,4 km2 pour une population de 11 401 habitants.

## Géographie

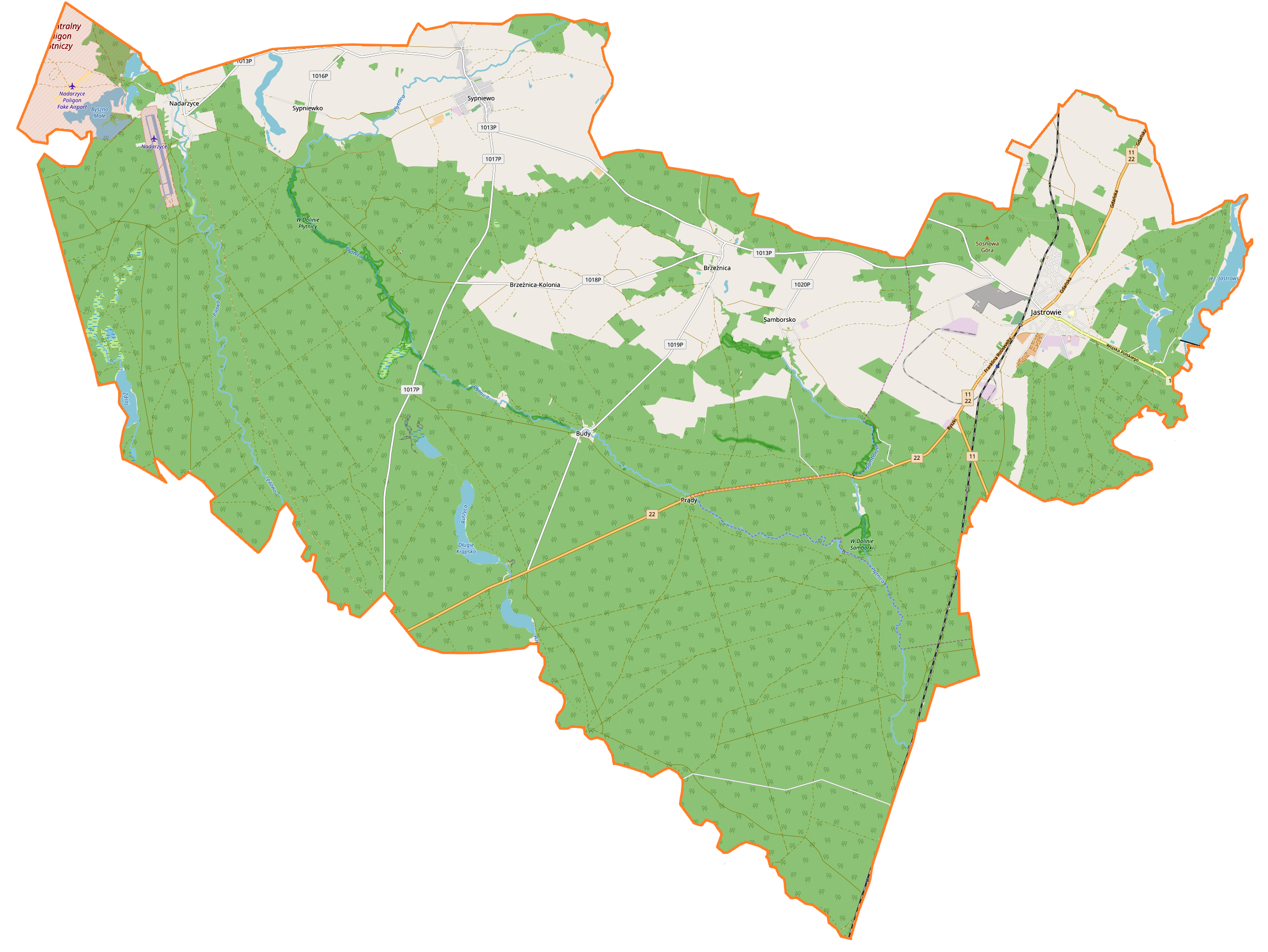
Plan de la gmina.

Outre la ville de Jastrowie, la gmina inclut les villages de:
- Brzeźnica
- Brzeźnica-Kolonia
- Budy
- Nadarzyce
- Samborsko
- Sypniewko
- Sypniewo

### Gminy voisines
La gmina de Jastrowie est bordée des gminy de:
- Borne Sulinowo
- Czaplinek
- Okonek
- Szydłowo
- Tarnówka
- Wałcz
- Złotów

## Structure du terrain
D'après les données de 2002, la superficie de la commune de Jastrowie est de 353,4 km2, répartis comme tel :
- terres agricoles : 24 %
- forêts : 67 %

La commune représente 21,28 % de la superficie du powiat.

## Démographie
Données du 30 juin 2004 :
| description        | Total  | Total | Femmes | Femmes | Hommes | Hommes |
| ------------------ | ------ | ----- | ------ | ------ | ------ | ------ |
| Unité              | Nombre | %     | Nombre | %      | Nombre | %      |
| population         | 11 435 | 100   | 5 844  | 51,1   | 5 591  | 48,9   |
| Densité (hab./km2) | 32,4   | 32,4  | 16,5   | 16,5   | 15,8   | 15,8   |